# Пальтриньери, Грегорио
Грегорио Пальтриньери (итал. Gregorio Paltrinieri; род. 5 сентября 1994, Карпи, Эмилия-Романья) — итальянский пловец, олимпийский чемпион (2016),  двукратный серебряный и двукратный бронзовый призёр Олимпийских игр (2020, 2024), многократный чемпион мира, Европы и Италии. Специализируется в плавании вольным стилем на длинных дистанциях в бассейне (800 и 1500 метров), а также в плавании на открытой воде. Действующий рекордсмен Европы на дистанциях 800 и 1500 метров вольным стилем в 50-метровом бассейне. Командор ордена «За заслуги перед Итальянской Республикой» (2016).

## Биография
Дебютировал в составе сборной страны на чемпионате Европы 2012 года, где выиграл золото на дистанции 1500 метров вольным стилем и серебро на дистанции 800 метров вольным стилем. В возрасте 17 лет занял пятое место на Олимпийских играх в Лондоне на дистанции 1500 метров. Грегорио представлял Италию на чемпионате мира по водным видам спорта в 2013 году, завоевав бронзовую награду на дистанции 1500 метров вольным стилем.
В 2014 году в Дохе выиграл золото чемпионата мира на короткой воде на дистанции 1500 метров вольным стилем с рекордом Европы и рекордом чемпионатов мира (14:16,10). В 2015 году в Казани впервые выиграл золото чемпионата мира в 50-метровых бассейнах, победив на дистанции 1500 метров вольным стилем. Там же стал вторым на дистанции 800 метров вольным стилем.

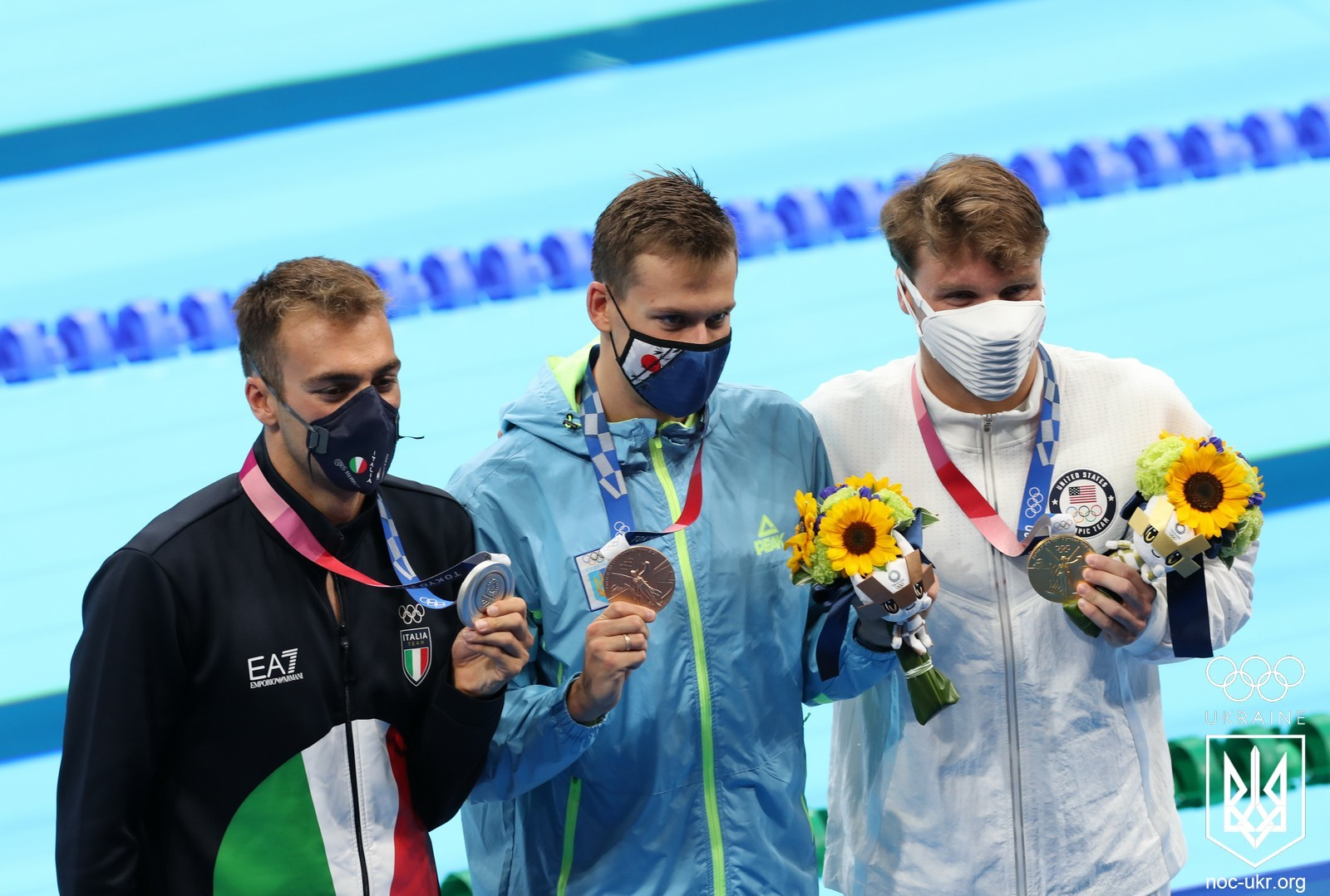
Пальтриньери (слева) с серебряной олимпийской медалью за дистанцию 800 метров вольным стилем на Играх 2020 года

На Олимпийских играх 2016 года в Рио-де-Жанейро выиграл золото на дистанции 1500 метров вольным стилем с результатом 14:34,57.
На чемпионате мира 2019 года в Кванджу впервые стал чемпионом мира на дистанции 800 метров вольным стилем, проплыв за 7:39,27.
На Олимпийских играх 2020 года в Токио занял только четвёртое место на дистанции 1500 метров вольным стилем с результатом 14:45,01. На дистанции 800 метров вольным стилем, которая дебютировала на Олимпийских играх, занял второе место с результатом 7:41,11, уступив 0,24 сек американцу Бобу Финку. В плавании на открытой воде на 10 км завоевал бронзу.
На чемпионате Европы 2020 года, который проходил в мае 2021 года в Венгрии в Будапеште, итальянский пловец в открытой воде сумел завоевать три золотые медали, а в бассейне на дистанциях 800 и 1500 метров вольным стилем стал серебряным призёром.
На чемпионате мира 2022 года в Будапеште выиграл золото на дистанции 1500 метров вольным стилем в бассейне, а также на дистанции 10 км на открытой воде. Пальтриньери установил новый рекорд Европы (14:32,80) и выиграл медаль на дистанции 1500 метров вольным стилем на пятом чемпионате мира подряд (3 золота и 2 бронзы). Ранее это не удавалось ни одному пловцу.
На чемпионате мира 2023 года в Фукуоке выиграл золото в смешанной эстафете в плавании на открытой воде. Также стал вторым на дистанции 5 км и пятым на дистанции 10 км (оба раза первым был немец Флориан Велльброк). В бассейне Пальтриньери выступал только на дистанции 800 метров, где занял восьмое место в финале.
На чемпионате мира 2024 года в Дохе завоевал две медали — на дистанции 800 метров в бассейне и в смешанной эстафете 4×1,25 км на открытой воде. Этот чемпионат мира стал седьмым подряд, на котором Пальтриньери завоевал как минимум одну медаль.
На Олимпийских играх 2024 года в Париже завоевал бронзу на дистанции 800 метров с результатом 7:39.38. На дистанции 1500 метров  Пальтриньери стал вторым с результатом 14:34.55, золото завоевал Боб Финк с мировым рекордом (14:30.67). В плавании на открытой воде на 10 км Пальтриньери занял 9-е место.
В 2025 году на чемпионате мира в Сингапуре стал серебряным призёром на дистанциях 5 и 10 км, а также в командной эстафете. В бассейне в Сингапуре не выступал.

## Результаты на крупнейших соревнованиях

### Летние Олимпийские игры
5 медалей (1 золотая, 2 серебряные, 2 бронзовые)
| Дистанция                  | 2012 | 2016 | 2020 | 2024 |
| -------------------------- | ---- | ---- | ---- | ---- |
| 800 метров вольным стилем  | н/д  | н/д  | 2    | 3    |
| 1500 метров вольным стилем | 5    | 1    | 4    | 2    |
| 10 км открытая вода        | —    | —    | 3    | 9    |

### Чемпионаты мира по водным видам спорта
19 медалей (6 золотых, 8 серебряных, 5 бронзовых)

#### Бассейн
| Дистанция                  | 2011 | 2013 | 2015 | 2017 | 2019 | 2022 | 2023 | 2024 | 2025 |
| -------------------------- | ---- | ---- | ---- | ---- | ---- | ---- | ---- | ---- | ---- |
| 800 метров вольным стилем  | —    | 6    | 2    | 3    | 1    | 4    | 8    | 3    | —    |
| 1500 метров вольным стилем | 19   | 3    | 1    | 1    | 3    | 1    | —    | 9    | —    |

#### Открытая вода
| Дистанция          | 2011 | 2013 | 2015 | 2017 | 2019 | 2022 | 2023 | 2024 | 2025 |
| ------------------ | ---- | ---- | ---- | ---- | ---- | ---- | ---- | ---- | ---- |
| Спринт 3 км        | н/д  | н/д  | н/д  | н/д  | н/д  | н/д  | н/д  | н/д  | 4    |
| 5 км               | —    | —    | —    | —    | —    | 2    | 2    | 5    | 2    |
| 10 км              | —    | —    | —    | —    | 6    | 1    | 5    | —    | 2    |
| Смешанная эстафета | —    | —    | —    | —    | 2    | 3    | 1    | 2    | 2    |

## Общее количество наград
Включая плавание на открытой воде
| Турнир                             | 1  | 2 | 3 | Всего |
| ---------------------------------- | -- | - | - | ----- |
| Олимпийские игры                   | 1  | 2 | 2 | 5     |
| Чемпионаты мира                    | 6  | 8 | 5 | 19    |
| Чемпионаты мира на короткой воде   | 3  | 3 | 0 | 6     |
| Чемпионаты Европы                  | 12 | 5 | 1 | 18    |
| Чемпионаты Европы на короткой воде | 4  | 2 | 0 | 6     |
| Средиземноморские игры             | 2  | 0 | 0 | 2     |

Пальтриньери завоевал как минимум одну медаль на 8 чемпионатах мира подряд (2013—2025) и как минимум одну медаль на 7 чемпионатах Европы подряд (2012—2024).